# فرع ذات البطنين للعصب الوجهي
ينشأ فَرْع ذات البطنين للعصب الوجهيّ بالقرب من الثُّقْبَة الإِبْرِيَّة الخُشَّائِيَّة، ويتفرّع إلى عدّة خُيوط تُعَصِّب البطن الخلفيّ للعضلة ذات البطنين؛ ينضمّ واحد من هذه الخُيوط إلى العصب البلعوميّ اللّسانيّ.

## روابط خارجيّة
- درسٌ تشريحي حول lesson4 مُعدٌ بواسطة ويسلي نورمان (جامعة جورجتاون). (parotid3)
- درسٌ تشريحي حول cranialnerves مُعدٌ بواسطة ويسلي نورمان (جامعة جورجتاون). (VII)
- http://www.dartmouth.edu/~humananatomy/figures/chapter_47/47-5.HTM نسخة محفوظة 26 فبراير 2020 على موقع واي باك مشين.